# Kim cương Golconda
Kim cương Golconda (tiếng Tamil: கோல்கொண்டா வைரம்; tiếng Teluru: గోల్కొండ వజ్రాలు) được khai thác ở vùng đồng bằng Godavari thuộc các bang Andhra Pradesh và Telangana, Ấn Độ ngày nay. Pháo đài Golconda ở phía Tây của thành phố Hyderabad ngày nay, là thủ phủ của Hồi quốc Golconda và trở thành một trung tâm quan trọng để nâng cao, chế biến và buôn bán kim cương. Kim cương Golconda được phân loại thuộc nhóm IIa, được hình thành từ carbon nguyên chất, không chứa nitơ và có kích thước lớn với độ trong suốt cao. Chúng thường được mô tả như những viên kim cương có chất lượng tốt nhất, khiến chúng trở nên nổi tiếng nhất trong lịch sử. Từ "Kim cương Golconda" (Golconda diamond) đã trở thành biểu tượng của những viên kim cương có chất lượng số một, không thể so sánh được.
Trong 2.000 năm, kim cương Golconda là loại kim cương tốt duy nhất được chết tác. Do khai thác quá mức trong nhiều thế kỷ, sản lượng của chúng đã cạn kiệt kể từ năm 1830, và các nhà nghiên cứu đá quý cũng như thương nhân đã phân loại kim cương Golconda là đồ cổ, hiếm và quý. Những viên kim cương Golconda nổi tiếng thế giới bao gồm Koh-i-Noor không màu, Viên kim cương Nassak, Viên kim cương Hope màu xanh, Idol's Eye, Daria-i-Noor màu hồng, Viên kim cương Regent màu trắng, Viên kim cương Dresden Green và Orlov không màu, Viên kim cương Jacob, cũng như những viên kim cương hiện đã thất lạc khác, như Viên kim cương Florentine Yellow, Akbar Shah, Nizam và Viên kim cương Great Mogul.
Ngành công nghiệp kim cương Golconda đạt đến đỉnh cao vào thế kỷ XVI-XVIII khi có 23 mỏ được khai thác, với hơn 30.000 người làm việc cùng lúc tại một mỏ, trong đó Mỏ Kollur hoạt động tích cực nhất. Sản lượng từ tất cả các mỏ ở Golconda ước tính khoảng 10.000.000 carat (2,0 tấn). Vào năm 2015, Đại học Osmania và Cơ quan Khảo sát Địa chất Ấn Độ đã hợp tác để khám phá ra các địa điểm tiềm năng mới để khai thác kim cương trong khu vực, mặc dù việc khai thác vẫn chưa bắt đầu vào năm 2022.
Một số huyền thoại văn học được lấy cảm hứng từ những viên kim cương đến từ Golconda; chúng bao gồm thung lũng kim cương của Sinbad, truyền thuyết về đá quý của Marco Polo và chủ đề của bài giảng đầy cảm hứng Acres of Diamonds của Russell Conwell. Theo truyền thuyết dân gian, một số viên kim cương Golconda bị nguyền rủa; những thứ này mang lại may mắn cho chủ nhân của chúng hoặc sở hữu sức mạnh thần bí trong khi những thứ khác được đeo như bùa hộ mệnh. Vào năm 2013, viên kim cương Princie từ Đồ trang sức của Nizam xứ Hyderabad đã được bán đấu giá và thu về 39,3 triệu USD - mức đấu giá cao nhất được ghi nhận đối với một viên Kim cương từ Golconda và đạt kỷ lục thế giới với giá 1,1 triệu USD cho mỗi carat.
Năm 2019, trong Vụ trộm Green Vault, viên kim cương trắng Dresden có nguồn gốc từ Golconda đã bị đánh cắp cùng với số trang sức ước tính tổng giá trị vào khoảng 1 tỷ euro. Tuy nhiên, trong những năm sau vụ trộm, ước tính chính xác hơn cho thấy tổng giá trị của những món đồ bị đánh cắp vào khoảng 113 triệu euro.
Sự giàu có của các nhà cai trị ở Phiên vương quốc Hyderabad dưới thời Ấn Độ thuộc Anh đều đến từ việc buôn bán kim cương ở vùng mỏ Golconda, trong đó, vị Nizam cuối cùng của Hyderabad là Mir Osman Ali Khan được Tạp chí Time ghi nhận là người giàu nhất thế giới vào năm 1937, tài sản của ông ước tính bằng 2% GDP của Hoa Kỳ vào thời điểm đó. Trong thế kỷ XVIII, Phiên vương quốc Hyderabad cũng là nhà cung cấp kim cương duy nhất cho thị trường toàn cầu.